# 羅馬地鐵C線
羅馬地鐵C線（義大利語：Linea C）是義大利羅馬的一條地鐵路線，也會是羅馬的第一條全自動運行的地鐵路線。羅馬地鐵C線首段通車的路線已經在2014年11月9日通車。第二段通車的路線在2015年6月29日通車。

## 外部連結
- 官方网站
- Metro C Spa （页面存档备份，存于） – the general contractor building the new line